# Guns N' Roses
Guns N' Roses (kratica GNR) je ameriška glasbena skupina, ki je nastala v Los Angelesu, v Kaliforniji leta 1985.
Po svetu so prodali 90 milijonov albumov. Njihov debitantski album Appetite for Destruction (1987), je produciral Mike Clink. Bil je prodan v več kot 25 milijonov kopij in se povzpel na prvo mesto lestvice Billboard 200, že leto po izidu. Pesem "Welcome to the Jungle" so leta 1988 posodili tudi filmskemu svetu in sicer celovečercu The Dead Pool, v katerem igra Clint Eastwood .
Stil skupine, nastopi na odru in videz "slabih fantov" je pripomogel, da so GNR dominirali v svetu hard rock scene v kasnejših osemdesetih in zgodnjih devetdesetih. Medtem je bil glam metal vodilna zvrst v prodaji video grafik in radijskih valovih. Guns N' Roses so prvi ponudili bolj tradicionalen poseg v rock glasbo, kar je kasneje prešlo na podzvrst sleaze rock. S svojo izvirnostjo so si pridobili veliko oboževalcev. Skupina je doživljala svetovni uspeh med leti 1987 in 1993, vendar so različne karakterne značilnosti posameznih članov skupine ter različne ideje med njimi, na koncu privedle do razpada originalne zasedbe. Leta 2016 sta se Slash in Duff vrnila v skupino.

## Izvirna zasedba
- Axl Rose- vokal (1985-)
- Slash , kitara 1985
- Duff McKagan, bas 1985
- Izzy Stradlin, ritem kitara (1985-1991)
- Steven Adler, bobni 1985

## Trenutna zasedba
- Axl Rose- vokal (1985-)
- Slash - kitara (1985-1996, 2016-)
- Duff McKagan - bas kitara (1985-1997, 2016-)
- Frank Ferrer - bobni (2006-)
- Richard Fortus- kitara (2002-)
- Dizzy Reed- klaviature (1990-)
- Melissa Reese - klaviature (2016-)

## Bivši člani
- Tracii Guns, kitara (1985)
- Robbie Gardner, bobni (1985)
- Ole Beich, bas kitara (1985)
- Izzy Stradlin, kitara (1985-1991)
- Gilby Clarke, kitara (1991-1994)
- Steven Adler, bobni (1985-1990)
- Matt Sorum, bobni (1990-1997)
- Paul Tobias, kitara (1994-2002)
- Josh Freese, bobni (1997-2000)
- Buckethead, kitara (2000-2004)
- Robin Finck, kitara (1996-1999, 2000-2009)

## Diskografija
| Datum izida                          | Naslov                                                                 |
| ------------------------------------ | ---------------------------------------------------------------------- |
| 21. junij, 1987                      | Appetite for Destruction - #1 ZDA (15x platinum) - #5 Velika Britanija |
| 29. november, 1988                   | G N' R Lies - #2 ZDA (5x platinum) - #22 Velika Britanija              |
| 16. september, 1991                  | Use Your Illusion I - #2 ZDA (7x platinum) - #2 Velika Britanija       |
| 16. september in 17. september, 1991 | Use Your Illusion II - #1 ZDA (7x platinum) - #1 Velika Britanija      |
| 23. november 1993                    | The Spaghetti Incident? - #4 ZDA (platinum) - #2 Velika Britanija      |
| 23. november 1999                    | Live Era '87-'93 - #45 ZDA (Gold) - #45 Velika Britanija               |
| 23. marec 2004                       | Greatest Hits - #3 ZDA (3x Platinum) - #1 Velika Britanija             |
| 23. november 2008                    | Chinese Democracy                                                      |